# Lind (Album)
Lind ist ein Soloalbum von Sven-Åke Johansson. Die 2010 entstandenen Aufnahmen erschienen am 10. März 2017 auf dem Label Ni-Vu-Ni-Connu.

## Hintergrund
Johanssons Album Lind ist eine Solo-Performance, aufgenommen 2010, rund 38 Jahre nach seinem selbstproduzierten Soloalbum Schlingerland, wiederveröffentlicht 2000 auf Atavistic/Unheard Music Series. Schlingerland / Dynamische Schwingungen zählte zu den frühesten dokumentierten Soloarbeiten für Schlagzeug im Bereich frei improvisierter Musik. Lind sei jedoch weniger eine Neuinterpretation von Schlingerland, als vielmehr „ein Mikro-Blick auf sein bisheriges Makro-Werk“, notierte Mark Corroto.
Das Album erschien auch als Teil von Sven-Åke Johanssons neun LPs umfassenden Boxsets Blue for a Moment.

## Titelliste
- Sven-Åke Johansson – Lind (Ni-Vu-Ni-Connu nvnc-lp013)[3]

1. Lindgren 2:33
2. Lindblom 2:31
3. Lindquist 4:28
4. Lindström 4:36
5. Lindrot 3:55
6. Lindblad 2:27
7. Lindberg 2:43
8. Lindman 2:36
9. Linddahl 4:44
10. Lindmark 4:28
11. Lindskog 1:52
12. Lindå 4:09
13. Lindfors 3:01
14. Lindsjö 1:47
15. Lindholm 4:56

Die Kompositionen stammen von Sven-Åke Johansson.

## Rezeption
Nach Ansicht von Mark Corroto, der das Album in All About Jazz rezensierte, würden diese 15, allesamt sehr kurzen Momentaufnahmen von Johansson sein technisches Arsenal zeigen. Er könne swingen, wie bei seinen Neuinterpretationen von Jazzstandards, oder, wie hier, seinem sehr einfachen Schlagzeug außergewöhnliche Klänge entlocken. Bei „Lindgren“ spiele er mit der Tonhöhe, indem er mit dem Drumstick auf äußerst filigrane Weise über die Becken streiche. Dann seien da noch die gequälten Töne von „Lindholm“, aufgeführt als eine Art „Klangexorzismus“. Dazwischen würde den Hörer der angesagteste Swing auf „Lindsjö“ erwarten, gemeistert mit Besen und Basstrommel, eine Abfolge unvergleichlicher Trommelwirbel auf „Lindrot“ und eine meditative Beckensymphonie auf „Lindman“. Als Künstler würde er malerisch arbeiten und sich eher auf Klangfarbe und Textur als auf Zeitspiel konzentrieren. Dies sei auf seinen Beitrag zur minimalistischen Improvisationsszene Berlins in den 1990er-Jahren zurückzuführen. Es mag leichter sein, im Getöse des frühen Free Jazz zu schwelgen, doch Johansson gelinge es, mit einem oft leiseren, einfühlsamen Ansatz viel tiefer zu gehen.